# Український історичний роман
Украї́нський істори́чний рома́н — різновид романного жанру української літератури.
Цим поняттям називається також окремий літературний твір, написаний у жанрі історичного роману, що побудований на історичному сюжеті, який відтворює в художній формі якусь епоху, певний період історії України чи українських земель. Здебільшого це прозовий твір, рідше віршований.
Ця стаття української Вікіпедії подає перелік творів української літератури цього жанру, сформований за хронологією періодів історії України, які в них описані.

## Доісторичні часи
1. Мироненко О. «Україна: початок великого шляху» — три повісті про те, як жили наші предки за доісторичних часів. Перший том змальовує події, що відбувалися у 18 тисячолітті до нашої ери. У другому томі про те, як через зникнення льодовиків людям, котрі пішли на Південь, довелося повертатися на землі, де вони жили раніше — до території заповідника «Кам'яна могила» (9 тисячоліття до нашої ери). І, третя книга розповідає про події, коли через землетрус, утворились протоки Босфор і Дарданелли, і води Середземного моря створили Чорне та Азовське моря (5-6 тисячоліття до нашої ери).[1]

## Скіфська (Антична) доба
1. Білик Іван Іванович Скіфська трилогія «Дикі білі коні», «Не дратуйте ґрифонів», «Цар і раб»  — з далекої історії, з тисячоліть, що видаються сьогодні майже вічністю, долинає золотий гомін скіфів — наших предків, які розгромили іранців-персів та їхнього царя Дарія. Головні герої роману — діти і онуки цих переможців.
2. Білик Іван Іванович «Цар і раб»: головний герой роману — відомий з історії Салмак, заручник від Великого князя при дворі боспорського царя Персіда. На Боспорське царство накинули око зразу дві імперії — Римська і Понтійська на чолі з царем Мітрідатом. Хто переможе… Серед археологічних знахідок того часу (а це кінець II ст. до н. е.) — срібна монета, на одному боці якої зображені профіль молодого чоловіка і напис «Салмак», а на другому — «Місто Сонця».
3. Білик Іван Іванович «Меч Арея» (1972) — БУВ ЗАБОРОНЕНИЙ У СРСР. Археологи СРСР вже у 1970-80-х роках дійшли висновку, що на території України не було ніяких кочових орд «гунів», тому що знаходили лише поселення осідлих племен тих часів. Тож питання, кого в Західній Європі та Греції називали «войовничими гунами», лишилося відкритим для істориків. За версією автора, літописні «гуни» — це слов'яни й безпосередні предки українців, а їхній легендарний цар Аттіла — київський князь Гатило. Стрімкий сюжет, захоплюючі пригоди героїв, цікаве героїчне і водночас драматичне життя київського володаря Богдана Гатила, який підкорив увесь континент, втримує цікавість і приваблює нових читачів. У романі історія нашого народу подовжується на півтисячоліття вглиб віків. Книга, яка стала сенсацією 1972 року, але її в СРСР заборонили та вилучили з бібліотек, нерозпродані примірники — з книгарень (встигли знищити 5 тисяч примірників — із 65 тисяч накладу). Письменника примусили звільнитися з роботи в редакції «Літературної України», позбавили права друкуватись, піддали цькуванню в пресі. Після того книжка в СРСР поширювалася «з рук у руки», але була перевидана за кордоном — у Канаді, Америці, Великій Британії та інших країнах. На теперішній час витримала 15 перевидань (в тому числі 9 — за кордоном).
4. Міщенко Дмитро Олексійович «Синьоока Тивер» — про боротьбу слов'янських племен антів проти Візантії та навали племен обрів у VI—VII століттях. Описані язичницькі релігійні обряди слов'ян.
5. Міщенко Дмитро Олексійович «Лихі літа ойкумени», «Розплата» — продовження роману «Синьоока Тивер»
6. Костенко Ліна Василівна «Скіфська Одіссея» (поема). ПІЩАНЕ — село Золотоніського р-ну Черкас. обл., поблизу якого в заплаві р. Супою (лівої притоки Дніпра) 1960—61 знайдено залишки човна, рештки кістяка людини та 15 античних бронзових посудин, оздоблених рельєфним орнаментом. Цей унікальний комплекс датується кін. 6 — поч. 5 ст. до н. е. Знахідка з П. свідчить про торг. і культур. зв'язки землеробського праслов'янського населення цієї території з античними містами, що їх здійснювали дніпровським водним шляхом.

## Русь
1. Малик Володимир Кирилович «Князь Кий» — у романі автор відтворює ту прадавню добу, коли легендарний Кий об'єднав різні споріднені слов'янські племена, заклав основи могутньої держави. Зображуючи атмосферу, побут, звичаї того часу, письменник намагався переконати сучасників у тому, що українське історичне коріння значно глибше і могутніше, ніж того хотілося б деяким «старшим братам». «Я хотів показати наші корені. Русь — це ми. Це — Київська земля, це — підмурівок України.»
2. Міщенко Дмитро Олексійович «Сіверяни»
3. Іванченко Раїса Петрівна «Гнів Перуна» (1982, 1985), «Золоті стремена» (1984), «Зрада, або Як стати володарем» (1988) та «Отрута для княгині» (1995). З їхніх сторінок постають образи видатних державців Діра і Аскольда, Рюрика, Олега, Ярослава Мудрого, Володимира Мономаха, Данила Галицького, Олександра Невського, відомих мислителів Нестора Літописця, Іларіона, Кирила і Мефодія та ін.
4. Білик Іван Іванович «Похорон богів» (1986) — про події IX—X століть на землях Київської Русі. Оповідь заводить читача у глибини століть, у часи, коли ще не народилася княгиня Ольга, а Олег підступом захопив престол над Почайною. З неї він дізнається багато цікавого про мудрого Стана і немудрого Ігоря, про войовничого Святослава і його трьох синів, про Блажія Муромця і його синів. Архімандрити, філософи і узурпатори престолів, звичайні воїни і великі воєводи, слов'янські просвітителі Кирило і Мефодій, невільники, які пізніше стали князями, та князі з невільницькими кайданами постануть перед очима зацікавленого читача.
5. Батурин С. «Охоронець» (2002) — дія роману відбувається у Київський Русі Х століття. Молодий охоронець київських князів Тур, хоробрий і вмілий воїн, отримує від новгородського волхва загадкові дошки, списані стародавніми письменами. Що це за письмена, як вони вплинули на подальшу долю Тура й куди поділися — про це історичний роман автора.
6. Корсак Іван Феодосійович «Завойовник Європи» — про луцького і галицького князя Ростислава Михайловича, який породичався мало не з усіма монархами континенту. Нащадки його правитимуть в Угорщині й Чехії, Пармі й Тоскані, Хорватії і Трансильванії, Іспанії і Португалії, Мексиці й Неаполітанському королівстві.
7. Юліан Опільський повісті «Іду на вас. Історичне оповідання з часів Святослава (960—972)», «Ідоли падуть» (інша назва «Хрести й ідоли»).
8. Скляренко Семен Дмитрович «Святослав» — відтворення державно-творчої діяльності великого князя Київського Святослава Ігоревича і зображення життя Києва тієї доби
9. Скляренко Семен Дмитрович «Володимир» — про діяльність святого Володимира Святославовича («Хрестителя») і зображення життя Києва тієї доби
10. Загребельний Павло Архипович «Диво» — про великого князя Київського Ярослава Мудрого та будівництво Софійського собору в Києві. Письменник при написанні твору ще не знав, що згідно з останніми дослідженнями українських науковців, будівництво Софії Київської було розпочато ще князем Володимиром Святославовичем, а Ярослав продовжив і закінчив це будівництво.
11. Загребельний Павло Архипович «Євпраксія» — історичний роман про Євпраксію Всеволодівну, рідну сестру київського князя Володимира II Мономаха, німецьку імператрицю, дружину німецького імператора Генріха IV.
12. Загребельний Павло Архипович «Первоміст» — про будівництво в Києві мосту через Дніпро
13. Загребельний Павло Архипович «Смерть у Києві»
14. Малик Володимир Кирилович «Черлені щити» (інша назва «Князь Ігор») — про похід на половців князя Новгород-Сіверського Ігоря Святославича в 1185 році, за мотивами «Слова о полку Ігоревім».
15. Тарасюк Галина Тимофіївна «Між пеклом і раєм» — роман про духовний подвиг засновника Києво-Печерської лаври преподобного Антонія Печерського, зародження українського чернецтва, непрості стосунки святого з руськими князями, боротьба за єдність Руської держави в умовах кривавих міжусобиць.
16. Шевчук Валерій Олександрович «На полі смиренному» — це вікно в далеку епоху, своєрідна психологічна переробка відомої літературної пам'ятки Київської Русі «Патерика печерського».

## Галицько-Волинське королівство (князівство)
1. Корсак Іван Феодосійович «Корона Юрія ІІ» — історичний роман про українських королів, за яких, як зазначав літописець, «тішилася українська земля миром і славилася багатством».
2. Федорів Роман Миколайович «Отчий світильник» — про князівські міжусобиці XII століття, боротьбу за відновлення державної єдності давньоруських земель.
3. Назарук Осип «Осмомисл»  — про одного з найвідоміших правителів Галицького князівства, Ярослава Осмомисла.
4. Малик Володимир «Горить свіча» — присвячений історичним подіям 1240—1242 років: взяття Батиєм Поросся, дев'яностошестиденна облога Києва і його падіння, кривавий шлях до «останнього моря» через галицько-волинські землі. Вузловими моментами сюжету є перипетії особистих доль історичних осіб та вигаданих героїв: Добрині, тисяцького Дмитра, Янки, Іллі і Маріам, князя Михайла, сотника Жадігера, хана Бачмана.
5. Франко Іван Якович «Захар Беркут» — повість про героїчну боротьбу карпатської Русі-України проти татаро-монголів у 1241 р. Екранізація: Захар Беркут
6. Хижняк Антон Федорович «Данило Галицький» — роман про короля Данила
7. Ярослава Дегтяренко «Останній володар» - роман про смерть останнього князя Галицько-Волинської держави Юрія II Болеслава Тройденовича та прихід до влади литовського княжича Любарта Ґедиміновича. Рік публікації 2021.

## Велике князівство Литовське і Руське
1. Рутківський Володимир Григорович «Сині Води» — про битву литовсько-руських військ під проводом великого князя Литовського Ольгерда проти військ Золотої Орди на річці Сині Води в 1362 році. Після цієї битви землі Поділля відійшли до Великого Литовсько-Руського князівства. Майже вся земля України позбулася тоді влади Золотої Орди. У грудні 2011 року цей роман отримав головну премію конкурсу «Книга року ВВС».
2. Рутківський Володимир Григорович пригодницька трилогія для дітей про джур (козаків): «Джури козака Швайки» (2007), «Джури-характерники» (2009), «Джури і підводний човен» (2010). «Джури і підводний човен» — про зруйнування в 1493 році турецької фортеці «Ачі-Кале» (Очакова) українськими козаками під проводом старости міста-фортеці Черкаси князя Богдана Глинського, де сам князь є одним з головних персонажів повісті.
3. Шморгун Євген Іванович «Сніги непочаті» — події на Волині кінця XIV- початку XV століть, про князя Федора Даниловича Острозького, якого визнано згодом православним святим.
4. Юліан Опільський «Сумерк» — про події 15 ст., відомі в історії під назвою «Волинська війна», боротьбу за Велике Князівство Литовське та українські землі, які входили до його складу
5. Іваничук Роман Іванович «Черлене вино» — про великих князів Вітовта та Свидригайла, захист Олеського замку в XV столітті

## Річ Посполита (козацька доба)
1. Єшкілєв Володимир Львович «Втеча майстра Пінзеля» (2007) — життя, творчість і смерть таємничого українського скульптора Пінзеля цікавлять багатьох. Якою він був людиною? Як жив? Ми достеменно не знаємо, як звучить його ім'я. Роман є однією з версій останніх місяців життя Пінзеля. Твір сповнений містичними подіями й релігійними настроями. Та це й не дивно, адже сюжет розгортається на Західній Україні середини XVIII століття, коли чаклунство не було дивиною, а людину, наділену талантом, сприймали як слугу диявола. Книга отримала диплом IX Всеукраїнського рейтингу «Книжка року» у номінації «За найкращий видавничий проект — 2007».
2. Загребельний Павло Архипович «Роксолана» — письменник зробив спробу проникнути у складний внутрішній світ своєї героїні — Роксолани — Анастасії Лісовської, доньки українського священика з Рогатина, яка, потрапивши до гарему турецького султана Сулеймана, незабаром стала його улюбленою дружиною.
3. Загребельний Павло Архипович «Я, Богдан» — показує діяльність гетьмана Богдана Хмельницького на тлі складної політичної ситуації середини XVII ст., зупиняючись також і на подробицях його особистого життя.
4. Іваничук Роман Іванович «Мальви» — (первісна назва «Яничари») історія життя української полонянки Марії і її дітей, котрі як і мати, потрапляють у турецьку й татарську неволю. Повстання Б.Хмельницького розбудило до життя затурканих басурманством юнаків і дівчину, яких автор символічно називає мальвами.
5. Іваничук Роман Іванович «Манускрипт з вулиці Руської» — про боротьбу Львівського православного братства з унією наприкінці XVI- початку XVII століть.
6. Книш Георгій Арсенович «Обітниця» (1989) — роман-хроніка відтворює картини гострої антифеодальної боротьби в Україні в першій половині XVII століття, опору католицькій експансії на східно-слов'янські землі, пов'язаного з іменами видатного просвітителя Л.Зизанія, гетьмана Петра Конашевича-Сагайдачного.
7. Книш Георгій Арсенович «Магічний кристал» (1989) — про життя і творчість видатного українського письменника-полеміста і просвітителя XVI—XVII століть Івана Вишенського.
8. Корсак Іван Феодосійович «Імена твої, Україно». Книга повертає нас обличчям до постатей нашої історії, замовчуваних чи призабутих.
9. Корсак Іван Феодосійович «Немиричів ключ». Роман про знакову постать в тогочасній Україні — козацького полковника з європейською освітою, соратника гетьмана Івана Виговського, видатного політика й дипломата Юрія Немирича, ідеолога Гадяцької угоди, здійснення якої цілковито могло б змінити хід європейської історії.
10. Корсак Іван Феодосійович В романі «Мисливці за маревом» в центрі оповіді незламний Данило Братковський — поет, громадський діяч, оборонець прав українства. Тяжкий йому випав вибір: смерть або зречення власних ідей. Братковський не зрікся.
11. Костенко Ліна Василівна «Берестечко» — про битву козаків під Берестечком з військами Речі Посполитої під керівництвом коронного гетьмана Януша Радзивіла.
12. Костенко Ліна Василівна «Маруся Чурай» — Влітку 1658 року Полтава згоріла дощенту…
13. Лепкий Богдан Сильвестрович «Крутіж» — дія повісті відбувається у 1659 році, коли син Богдана Хмельницького Юрій усунув від влади гетьмана Виговського. Прибічники Богдана Хмельницького намагаються допомогти його дочці Олені врятувати символи гетьманської влади і незалежності України. За повістю знято історичний фільм «Гетьманські клейноди».
14. Маковей Осип Степанович «Ярошенко» (1905) — повість про значний внесок у перемогу над турками в Хотинській битві 1621 р. запорізьких козаків на чолі за гетьманом П. Сагайдачним.
15. Мушкетик Юрій Михайлович «Гайдамаки» (1957) — роман про повстання гайдамак 1768 року проти гноблення польською шляхтою українських селян.
16. Мушкетик Юрій Михайлович «На брата брат» — роман про часи гетьмана Івана Виговського.
17. Назарук Осип «Роксоляна»  — історичний твір, героїнею якого є наша землячка, Анастасія Лісовська, яка стала султаншею Османської імперії. Екранізація: Роксолана (український телесеріал).
18. Нечуй-Левицький Іван Семенович «Гетьман Іван Виговський» — боротьба козацтва проти іноземних загарбників на чолі з видатним політичним і військовим діячем того часу гетьманом Іваном Виговським. Під час козацько-московської війни 1658—1659 років було вщент розбито московитів під Конотопом за допомоги кримського хана Мехмеда IV.
19. Нечуй-Левицький Іван Семенович «Князь Єремія Вишневецький» — розповідається про давній рід Вишневецьких, з якого один князь Дмитро (Байда) збудував Запорозьку Січ, а його нащадок Єремія став катом простого народу, чим і спровокував численні повстання, що переросли у визвольну війну під проводом Богдана Хмельницького.
20. Юліан Опільський «Опирі» («Упирі») — змальовує татаро-турецькі напади на українські землі, злигодні «ясиру», викривав польських шляхтичів як ненависних і підступних упирів. Образи здирщика і запроданця Бялоскурського, його розбещеної дружин Беати, зманіженої дочки Лінешки, перевертня міщанина Івашка були втіленням тих соціальних сил, які плюндрували Україну, висмоктували разом з татарами із трудового люду останні соки, а гонорова шляхта хотіла з цього мати власний зиск.
21. Панч Петро Йосипович «Гомоніла Україна» (1954) – роман про події 1638—1649 років
22. Покальчук Юрій Володимирович «Шабля і стріла» — карколомні пригоди отамана опришків Данила в Україні і пізніше в просторах Азії, де його суперник кипчак Айдар стає потім побратимом, з яким вони разом вирушають на Січ.
23. Старицький Михайло Петрович Роман-трилогія «Богдан Хмельницький» — відтворені події з 1638 по 1654 рік.
24. Старицький Михайло Петрович «Оборона Буші» — У березні 1654 року під стінами Буші був розбитий трьохтисячний польський загін. Найтрагічніші події відбулись у Бушанському замку через півроку. 18-20 листопада 1654 року, коли під Бушу підійшли війська С. Потоцького і С. Чарнецького і взяли замок в облогу. Польським жовнірам вдалося винищити більшу частину нечисельної козацької залоги, але коли замок майже перейшов у їхні руки, вдова вбитого козацького сотника Завісного Олена підпалила пороховий погріб, висадивши в повітря себе, залишки залоги й чимало польських атакувальників. Тоді місто було повністю спалене і загинуло 16000 населення. Ці події знайшли своє відображення у повісті автора.
25. Тулуб Зінаїда Павлівна «Людолови» — на багатому історичному матеріалі відтворено життя українського народу початку XVII століття за гетьмана Петра Сагайдачного. Людоловами звали татар, що робили напади на Україну, щоб захопити якнайбільше полонених на продаж, або на великий викуп, або просто в неволю, як робочу силу.
26. Чайковський Андрій Якович «Сагайдачний», «За сестрою» (1907), «Віддячився» (1913), «Козацька помста» (1919), «На уходах» (1921), «Олексій Корнієнко» (1924), «До слави» (1929), «Полковник Михайло Кричевський» (1935), «Перед зривом» — у цих творах автор ідеалізував Запорозьку Січ і звинувачував Москву за кривди, завдані Україні.
27. Черкасенко Спиридон Феодосійович «Пригоди молодого лицаря. Роман з козацьких часів» — у виданому у Львові в 1937 році романі відтворено події в Україні на початку XVII століття. Книга написана як роман з козацьких часів для молоді і стала тогочасним бестселером, здобувши широку популярність на Західній Україні (на Центральній і Східній його просто не друкували). Екранізація: фільм «Дорога на Січ».
28. Шевченко Тарас Григорович «Гайдамаки» — історична поема про Коліївщину — повстання гайдамак 1768 року проти гноблення польською шляхтою українських селян.
29. Шевченко Тарас Григорович «Іван Підкова» — історична поема про козацького отамана Івана Підкову, який не раз очолював морські походи запорожців на турків і кримських татар.
30. Ярослава Дегтяренко«Лицарі Дикого Поля» — історичний роман, який детально зображує події 1647—1649 рр. — себто початок Хмельниччини. Розповідає про Микитинську Січ, описує Жовтоводську, Корсунську та Пилявецьку битви, ледь не по хвилинах, містить рідкісні подробиці побуту, звичаїв, законодавства України середини XVII століття, має динамічний сюжет. Рік виходу — 2016.
31. Ярослава Дегтяренко трилогія "Між двох орлів" - книга 1 "Гідний наступник" (2019 р.), книга 2 "Зраджений гетьман" (2019 р.), книга 3 "Слабкий гетьман" (назва змінена видавництвом на "Олеся: між коханням і честю") (2020 р.) - роман реконструює події від смерті Богдана Хмельницького у 1657 році до Чорної (Ніженської) ради 1663 року. Зображено правління гетьманів Івана Виговського та Юрія Хмельницького, детально описані - повстання Пушкаря та Барабаша 1657-1658 рр., причини та особливості укладання Гадяцької угоди 1658 р., облога Конотопа та Конотопська битва 1659 р., Чуднівська кампанія 1660 р., невдале правління Юрія Хмельницького, зрада Якима Сомка та Василя Золотаренка, прихід до влади гетьмана Павла Тетері, Ніжинська рада 1663 р. зображена в Епілозі до трилогії.

## Російська імперія
1. Малик Володимир Кирилович До тетралогії «Таємний посол» увійшли романи: «Посол Урус-шайтана» (1968 р.), «Фірман султана» (1969 р.), «Чорний вершник» (1976 р.) і «Шовковий шнурок» (1977 р.). В основу творів покладено реальні події російсько-турецької війни 1677—1678 років, а також наступного періоду аж до підписання Бахчисарайського мирного договору 1681 року. Ця війна ще відома під назвою Чигиринських походів.
2. Корсак Іван Феодосійович «Гетьманич Орлик». Книга про гідного спадкоємця батька, гетьмана Пилипа Орлика, дипломата і розвідника, державного діяча Франції і України, людину неймовірної долі.
3. Корсак Іван Феодосійович «Отаман Чайка». Письменник, залюблений в українську старовину, і генерал турецької армії, польський дипломат і пристрасний прихильник незалежності України — такий він, головний герой роману, Міхал Чайковський.
4. Корсак Іван Феодосійович «Таємниця святого Арсенія». Роман про єдину церковну особу, яка посміла постати супроти грабежу церков та монастирів імператрицею Катериною ІІ і загинула в нерівному протистоянні.
5. Липа Юрій Іванович «Козаки в Московії»  — пригодницький твір, дія якого відбувається в Московському царстві та повсталій Україні часів Хмельниччини.
6. Куліш Пантелеймон Олександрович «Чорна рада» — події, що відбулися після Переяславської угоди 1654 року — боротьба за гетьманування після смерті Богдана Хмельницького. Екранізація: Чорна рада (фільм)
7. Костомаров Микола Іванович «Чернигівка» — історична повість, заснована на реальних історичних фактах зловживання владою з боку московських воєвод в Україні доби гетьмана Петра Дорошенка (друга половина XVII століття).
8. Лепкий Богдан Сильвестрович Цикл історичних повістей про великого патріота України гетьмана Івана Мазепу: 1."Мотря" у 2 томах, 2."Не вбивай", 3."Батурин", 4."Полтава" (том 1 «Над Десною» і том 2 «Бої»), 5."З-під Полтави до Бендер". Також автор написав історичні твори про сваволю козацької старшини, яка мало не привела Україну до загибелі: повість «Крутіж», оповідання «Орли» та інше.
9. Іваничук Роман Іванович «Орда» — події мазепинської доби: зруйнування гетьманської столиці Батурина за наказом Петра І.
10. Мушкетик Юрій Михайлович «Яса» — легендарний кошовий отаман Іван Сірко сам на сам з могутніми ворогами, зрада закралася між спільників, на карті — доля України. Екранізація: Чорна Долина (фільм).
11. Мушкетик Юрій Михайлович «Гетьманський скарб» — про часи панування царя Петра І, нові полки московитів в Україні, Малоросійську колегію, про останнього гетьмана козацької України Павла Полуботка.
12. Корбач Іван Михайлович «Сотники» (1995) — у середині XVIII ст. козацький сотник виступив проти, кажучи по-сучасному, мафії козацької старшини. Відчувається деякий перегук із сьогоденням. Події відбуваються на Чернігівщині.
13. Глушко Олександр Кіндратович «Кінбурн» — військові події після укладення Російською імперією Кючюк-Кайнарджійської мирної угоди з Османською імперією (1774 рік) та приєднання Криму в 1783 році. Персонажами роману є такі історичні постаті, як Суворов, Потьомкін, Румянцев, Безбородько та ін.
14. Багряний Іван Павлович «Скелька» (1928) — БУВ ЗАБОРОНЕНИЙ У СРСР. Роман у віршах, за основу автор узяв почуту в дитинстві леґенду про те, як у XVIII столітті селяни села Скелька (тепер Сумська обл.), протестуючи проти засилля московських ченців, спалили чоловічий монастир. У творі автор викриває антиукраїнську позицію російської православної церкви в Україні, прагне прищепити любов до рідної землі.
15. Косач Юрій Миколайович «Володарка Понтиди»  — про історію жінки, яка називала себе донькою імператриці Єлизавети, складена її вірним сподвижником, вихідцем з українського старшинського роду.
16. Котляревський Іван Петрович «Енеїда» (1798) — історично-гумористична (бурлескна) поема. Перелицьовує на український лад сюжет твору давньоримського класика Вергілія. В античному творі йшлося про мандри троянців, що прибувають з волі богів до латинських земель (пізніше Римська держава). Згідно з деякими дослідженнями істориків, частина троянців після програшу Троянської війни оселилася на землях України, і тому їх можна вважати одними з пращурів української нації. Можливо, Котляревському було відомо про це, і троянський Еней не випадково був зображений автором в образі українського козака. У поемі розгортаються такі ж події, збережені імена героїв Вергілія, але українським автором закладений новий національний зміст: під виглядом троянців постають українські козаки, богів Олімпу — українське панство; усі реалії твору відбивають життя українського суспільства XVIII ст. після руйнування Росією в 1775—1786 роках української «Трої» — Запорожської Січі. Поема написана в добу становлення націоналізму в Європі, на тлі ностальгії частини української еліти за козацькою державою. «Енеїда» — перша в Російській імперії пам'ятка літератури, що була укладена розмовною українською мовою.
17. Квітка-Основ'яненко Григорій Федорович «Конотопська відьма» — сатирично-реалістична повість, що розповідає про козацьку старшину останніх років Гетьманщини. Кожен розділ повісті починається словами «смутний і невеселий», які набули в українській мові статусу крилатих. Інші реалістичні повісті автора також змальовують життя українців у Російській імперії XVIII-початку XIX ст.
18. Хорунжий Анатолій Мефодійович «В тривожний рік» — історичне оповідання про внесок українського народу в перемогу 1812 року у війні Російської імперії з Французькою імперією. Головними персонажами оповідання є 2 українця: козак Панас Голуб та його командир — штабс-капітан Котляревський Іван Петрович, який був тоді вже відомий і популярний як автор поеми «Енеїда». Оповідання опубліковане в збірці «Давня французька пісенька» 1981 року.
19. Кучер Василь Степанович «Устим Кармалюк» — гостросюжетний роман про відомого ватажка українського селянського визвольного руху проти російського кріпосництва на Поділлі Устима Кармалюка. Автор торкається подій повстання декабристів, побуту засуджених українців у таборах Сибіру. Персонажем роману є також відомий російський художник Тропінін Василь Андрійович.
20. Корсак Іван Феодосійович. «Перстень Ганни Барвінок». Роман. Київ, Ярославів Вал. 2015
21. Корсак Іван Феодосійович. «Запізніле кохання Миклухо-Маклая». Роман. Київ, Ярославів Вал. 2016 — То наче про нього казав Пантелеймон Куліш: «Багато нашого по чужих хатах позалежувалось, що не всяке вже й пізнає, чиє воно спершу було. Багато позабирали в нас усякого добра сусіде, багато і самі наші предки по чужих людях порозносили… А воно Бог зна коли було наше „непрошене й не дане“, тільки що не було в нас на Вкраїні захисту все те ховати». Серед імен, яких «сусіде позабирали», є ім'я славетного вченого і мандрівника, нащадка козацького роду Миколи Миклухо-Маклая. Саме про нього йдеться у цьому романі.
22. Іваничук Роман Іванович «Журавлиний крик» — роман, що охоплює такі події, як знищення за наказом Катерини ІІ Запорізької Січі, розгортання Великої французької революції, повстання Омеляна Пугачова та Коліївщину, описує та розкриває долю останнього кошового отамана Петра Калнишевського, а також настрої тодішньої російської інтелігенції.
23. Іваничук Роман Іванович «Четвертий вимір» — роман про долю одного із засновників та ідейного лідера Кирило-Мефодіївського братства Миколу Гулака, який відсидів 3 роки у Шліссельбурзькій фортеці та відбував заслання на Кавказі.

## Австро-Угорська імперія
1. Андрухович Софія Юріївна «Фелікс Австрія» (2014 р.) — роман про життя галицької родині у Станіславові 1900-го року.
2. Сливинський Орест «Плач Флояри» (1988) — роман про юність українського письменника Юрія Федьковича у Чернівцях на Буковині. Вісімнадцятилітній Осип-Юрій переживає болісний період життєвого вибору на тлі подій революції 1848—1849 років, вперше замислюється над історичними шляхами свого народу та своїм майбутнім.
3. Федькович Юрій «Штефан Славич», «Сафат Зінич», «Жовнярка», «Побратим», «Три як рідні брати» — твори гуцульської тематики, в яких відтворено переживання жовнірів, відірваних від рідного краю, які у відчаї доходять до дезертирства чи самогубства.
4. Франко Іван Якович «Герой поневолі» — повість про революцію 1848 р. у Львові.
5. Франко Іван Якович «Великий шум» (1907 р.) — про скасування панщини на Галичині.
6. Хоткевич Гнат Мартинович «Камінна душа» (1911) — роман про події XIX століття на Гуцульщині, легенда про опришківських ватажків, які боролися з австрійськими жандармами, польськими магнатами та їхніми мандаторами. А ще це романтична історія про всепоглинаюче фатальне кохання. Екранізація: Камінна душа.
7. Іваничук Роман Іванович «Шрами на скалі» (1984—1986 рр.) — роман-відтворення останніх років життя Івана Франка та важливих супутніх подій в історії української культури кінця ХІХ-поч. ХХ ст.

## Українська держава 1917—1919 років
1. Корсак Іван Феодосійович «Тиха правда Модеста Левицького». Книга про унікальну людину, класика української літератури і посла України в Греції, лікаря Лесі Українки та Олени Пчілки, міністра охорони здоров'я УНР.
2. Корсак Іван Феодосійович «Капелан Армії УНР». Роман про генерал-хорунжого, головного душпастира військ УНР, — своєрідна історія православ'я в Україні в першій половині століття минулого.
3. Яновський Юрій Іванович «Чотири шаблі» (1931) — БУВ ЗАБОРОНЕНИЙ У СРСР. У романі знайшов романтичне зображення стихійний народний рух відроджуваної України за доби відбудови державності.
4. Яновський Юрій Іванович «Вершники» (1935) — зображено трагедії братовбивчих конфліктів за доби Громадянської війни. П'ять братів Половців зустрічаються на кривавих дорогах громадянської війни. Підіймає руку брат на брата, бо хоч i одного роду, та до різних берегів прибились вони: Андрій командував загоном Добровольчої армії Денікіна, Оверко воював у кінноті Петлюри, Панас i Сашко були махновцями, а Іван — бійцем Червоної Армії.
5. Хорунжий Юрій Михайлович «Вірую» (2001) — Роман присвячений життю, творчості та діяльності українського історика, організатору української науки, політичному діячу і публіцисту, голові Центральної Ради і першому президенту Української Народної Республіки, академіку, автору понад 2000 наукових праць Михайлу Грушевському (1866—1934). У деталях описано всі історичні події того часу, трагедії народу та країни.
6. Фольварочний Василь Іванович «Симон Петлюра» — трилогія про життя українського політика і полководця Симона Петлюри. Том 1 — «Стриножені коні», том 2 — «На приспаному вулкані», том 3 — «На пробудженому вулкані».[2]
7. Олесь Ільченко. "Місто з химерами" (2009, 2019 рр.) - історичний, детективно-містичний роман про Київ першого двадцятиліття ХХ ст. Містить оповідь про життя і творчість архітектора Владислава Городецького. "Книга року" за версією журналу "Кореспондент" (2010), роман-фіналіст конкурсу BBC, призер Всеукраїнського рейтингу "Книжка року" (2010).

## Українці в Польщі, Угорщині, еміграції
1. Корсак Іван Феодосійович «Діти Яфета». Роман про В'ячеслава Липинського, історика, філософа і державного діяча, про якого так влучно сказано: без Липинського не зрозуміти не тільки той драматичний час, не зрозуміти і нашу добу, і самих себе.
2. Самчук Улас Олексійович Трилогія «Волинь»: «Куди тече та річка?», «Війна і революція», «Батько і син» — БУВ ЗАБОРОНЕНИЙ У СРСР. Автор описує події, які відбувалися на Волині: бої між поляками та більшовиками у 1914—1918 роках, між Українською Центральною Радою та більшовиками у лютому 1918 року, рух українського відродження, терор польської влади у 30-х роках. Дія відбувається у відносно короткому часовому проміжку, та цей час був вирішальним для цілого народу і визначив його минуле і майбутнє. В основу сюжету покладено факти життя автора та його родини.
3. Самчук Улас Олексійович «Саботаж УВО» [Архівовано 18 жовтня 2012 у Wayback Machine.] — БУВ ЗАБОРОНЕНИЙ У СРСР. Цей роман написано в 1930-х роках, він присвячений боротьбі Української Військової Організації проти польських окупантів.
4. Добровольський Євстахій «Прокутський легінь» — твір, попри захопливий, дещо детективний сюжет, опираючись на реальні історичні факти, малює нам розлогу картину життя і боротьби жителів Покуття та прилеглих територій. У книжці охоплено часовий відрізок від Першої світової війни аж до кінця 40-х років XX століття.
5. Самчук Улас Олексійович «Гори говорять» (1934) — БУВ ЗАБОРОНЕНИЙ У СРСР. Боротьба гуцулів з угорцями на Закарпатті.
6. Самчук Улас Олексійович «На твердій землі» — БУВ ЗАБОРОНЕНИЙ У СРСР. Життя українських емігрантів у Канаді.
7. Емма Андієвська «Роман про добру людину» — дія твору відбувається в українському таборі для переміщених осіб в Міттенвальді (Німеччина).
8. Емма Андієвська «Роман про людське призначення» — Розповідає історії життя українців, які опинилися на еміграції в різних країнах світу.
9. Білик Іван Іванович «Танго» (1968) — у романі змальовано життя трьох поколінь української еміграції, широко показано побут аборигенів-індіанців, креолів, болгар, німців, поляків.
10. Барка Василь Костянтинович «Спокутник і ключі землі» — роман з українського побуту в Америці.
11. Корсак Іван Феодосійович «Борозна у чужому полі». Роман про істинно легендарну родину — братів Тимошенків. Старшого брата Степана іменують батьком американської прикладної механіки, Володимир — член уряду Рузвельта, Сергій був міністром шляхів уряду УНР, в еміграції, мешкаючи у Луцьку, обирався послом і сенатором польського сейму, а ще він започатковував модерний український стиль в архітектурі — в Грузії і Росії, Україні і Польщі, Чехії і Канаді, Парагваї та Аргентині зводилися будівлі за його проектами; храмів поміж тих будівель доля значна. А ще Сергіїв син Олександр був головним архітектором метро в Вашингтоні, зводив хмарочоси в Нью-Йорку, закладав підвалини Товариство українських інженерів Америки…

## Українці в СРСР

### Колективізація, Голодомор, репресії
1. Юрій Горліс-Горський «Холодний Яр» — історико-документальний роман на основі спогадів автора-учасника подій. БУВ ЗАБОРОНЕНИЙ У СРСР. Після того, як радянська Росія захопила Україну, над Дніпром існувала «Холодноярська Республіка», яка під українським національним жовто-блакитним прапором УНР та чорним прапором Холодного Яру, на якому було написано: «Воля України — або смерть!» вела запеклу збройну боротьбу за Українську державу аж до 1922 року. То були села в околицях Холодного Яру на Чигиринщині. Події відбуваються на теренах сучасних Черкаської, Кіровоградської та Вінницької областей, у Києві, Полтаві й на території тодішньої Польщі.
2. Шкляр Василь Миколайович «Залишенець. Чорний ворон» (2009) — відтворює одну з найдраматичніших і найбільш замовчуваних сторінок української історії — боротьбу українських повстанців проти окупаційної влади у 1920-х роках. В його основу покладено історичні документи, зокрема, з розсекречених архівів КДБ.
3. Стельмах Михайло Панасович «Правда і кривда» (1961) — автор прямо і відверто, без звичайного для СРСР у таких темах словесного туману, пише і про сирітські драми, і про відсутність демократії в колгоспах, і про податкові утиски, і про найбільше зло того часу — бюрократію, і про багато інших прикрих речей, про які інші говорили пошепки. Радянські критики назвали роман «політичним».
4. Стельмах Михайло Панасович «Чотири броди» (1978) — перша в СРСР публічна розмова про факт «незрозумілого» голоду 1932—1933 років в Україні. Автор примушує українське суспільство брєжнєвських часів згадати про жертв Голодомору, вказує на відвертих колаборантів (Магазник), які брали участь в організації штучного голоду на селі. Радянські критики назвали роман «політичним».
5. Самчук Улас Олексійович «Марія» (1933) — БУВ ЗАБОРОНЕНИЙ У СРСР. Найперший правдивий твір про штучний голод в Україні 1932—1933 років небаченого розмаху. Твір написано було настільки сильно, що читачі вважали автора очевидцем подій, а роман — документальним твором. Дотепер він залишився одним із найсильніших творів на цю тему в українській та світовій літературі. Це надзвичайно сумна історія про життя українського селянства на прикладі долі селянки Марії. Важка праця на землі, хоч вже й не панській, але обтяженій податками, юнаки та чоловіки змушені відбувати довгу службу «в москалях» та мобілізовувались на російсько-японську війну, далі ще одна війна та революція, після якої за царем, який би він не був лихий, плакати хотілось. Грабунки, арешти, колективізація, «зрівнялівка» — коли всіх хотіли зробити рівно бідними, Голодомор. На цьому місці страждання Марії обриваються, але для решти народу продовжуються.
6. Самчук Улас Олексійович «Кулак» — повість про колективізацію та розкуркулення.
7. Багряний Іван Павлович «Сад Гетсиманський» (1948—1950) — БУВ ЗАБОРОНЕНИЙ У СРСР. Роман є гімном людській гідності на межі буття і смерті, а одночасно і гнівним вироком тоталітарному сталінському режиму, який нищив мільйони людей без слідства і суду, а головне — без вини винуватих. Прізвища змальованих у романі слідчих НКВС, тюремних адміністраторів, в'язнів не вигадані. Автор, як він сам говорив, зберіг їх для того, щоб нащадки знали катів народу, а жертви не залишилися безіменними. У російській літературі лише 20-ма роками пізніше з'явиться твір на цю ж тематику — «Архіпелаг ГУЛАГ» А.Солженіцина. Екранізація: Сад Гетсиманський (фільм)
8. Багряний Іван Павлович «Тигролови» (1944) — БУВ ЗАБОРОНЕНИЙ У СРСР. Правдиво зображено страшну людську трагедію в часи сталінських репресій. Герой роману, як тисячі й тисячі тих, хто потрапив у лабети НКВС, приречений канути у безвість, щезнути. Та не такий Григорій Многогрішний, нащадок славетного козацького роду, щоби скоритися долі, його веде віра у свою силу і правду. Це й допомагає вистояти за будь-яких обставин, повернути собі свободу, а разом з нею й життя. Екранізація: Тигролови (фільм).
9. Білик Іван Іванович «Яр» — НЕ ДРУКУВАВСЯ В СРСР (написаний у 1958 р., виданий у 2008 р.). Герої роману з 30—40-х років — не гвинтики, припасовані до системи, що без вагань віддають за неї життя, як Павло Корчагін чи Олег Кошовий. Це нормальні, мислячі, інтелігентні люди з їх сумнівами і складним духовним світом. Описані Голодомор, репресії, Друга Світова війна, післявоєнна боротьба Української Повстанської Армії за свободу України.
10. Барка Василь Костянтинович «Жовтий князь» — в основу роману покладено особисті спогади Василя Барки про голодомор в Україні 1932—1933 років. Крім того, протягом двадцяти п'яти років він збирав спогади очевидців, пам'ятав, як голодувала родина його брата. За романом «Жовтий князь» О. Янчук створив фільм «Голод-33».
11. Гордасевич Галина Леонідівна «Соло для дівочого голосу» — НЕ ДРУКУВАЛАСЬ У СРСР. Автобіографічна повість письменниці з Донбасу про митарства, пов'язані з арештом і перебуванням в ув'язненні. У 1946 р. арештували її батька — православного священика. А в 1952 р. її, ще неповнолітню, заарештували й засудили «…за складання націоналістичних віршів та антирадянську агітацію серед студентів». Насправді, звинувачення було цілком надумане. Адже не можна було тримати на волі доньку священика, до того ж ще «ворога народу». Це вражаючий твір, який передає жахіття сталінської доби.
12. Покальчук Юрій Володимирович «І зараз, і завжди…» — Громадянська війна в Іспанії 1936—1939, у якій урядовим військам допомагала армія СРСР: рота імені Шевченка в «Інтербригаді», боєць якої Андрій Школа проносить віру у свій народ і Україну через все життя, не зігнувшись ні у війнах, ні в сталінських таборах.

### Друга світова війна
1. Барка Василь Костянтинович «Рай» — НЕ ДРУКУВАВСЯ В СРСР. Розповідаючи всього про дві доби життя пересічних українців (20 і 21 червня 1941-го) в умовах сталінського режиму, В. Барка спростовує міф про СРСР як земний рай. У його основі — автобіографічні спомини самого автора. Головний герой — професор слов'янської філології Антон Споданейко, внутрішнє життя якого, цінності та думки близькі письменникові.
2. Довженко Олександр Петрович «Україна в огні» — БУВ ЗАБОРОНЕНИЙ У СРСР. Про життя українців під час Другої Світової війни, німецької окупації. Українцям партія ВКП(б) не довіряла через те, що вони перебували під німецькою окупацією, і через те, що з 1944 і аж до кінця 50-х років на західноукраїнських землях чинили спротив «новому старому» окупанту. Вже в січні 1944 року на засіданні Політбюро ЦК ВКП(б) Сталін виступив з промовою "Про антиленінські помилки і націоналістичні перекручення у кіноповісті Олександра Довженка «Україна в огні».
3. Довженко Олександр Петрович «Щоденник: 1941—1956» — БУВ ЗАБОРОНЕНИЙ У СРСР. Це справжній щоденник автора — то не лише документ епохи, а й філософське осмислення долі українського народу, його історії, суспільних явищ у СРСР середини XX століття. Правдиво, без прикрас описані реальні факти Другої світової війни: халатність воєначальників Червоної Армії, відсутність піклування про людей, епізоди бойових дій, трагічні долі.
4. Багряний Іван Павлович «Огненне коло» — БУВ ЗАБОРОНЕНИЙ У СРСР. 1944 року на Львівщині біля міста Броди в бою з Червоною Армією загинуло близько чотирьох тисяч вояків дивізії СС «Галичина». Досі ми не знаємо всієї правди про військові формування в Україні за часів Другої світової війни. Більшовицька пропаганда усіх їх називала «зрадниками», «фашистськими прислужниками». Але вони були патріотами, які хотіли звільнити українську землю від усіх окупантів.
5. Багряний Іван Павлович «Маруся Богуславка» — БУВ ЗАБОРОНЕНИЙ У СРСР. Про українську молодь у Другій світовій війні.
6. Багряний Іван Павлович «Людина біжить над прірвою» — БУВ ЗАБОРОНЕНИЙ У СРСР. Людиною, яка біжить над прірвою, йде «по лінії найбільшого опору», в цьому романі виступає молодий українець Максим Колот, який у воєнний 1943 рік опиняється між життям і смертю, тобто між двома смертями, між двома воюючими арміями. Ці фронти — німецько-нацистський і радянський.
7. Збанацький Юрій Оліферович «Єдина» — повість про боротьбу радянських партизанів на окупованій німцями Україні під час Другої світової війни.
8. Гончар Олесь Терентійович Трилогія «Прапороносці»: «Альпи», «Голубий Дунай», «Злата Прага» — ідеалізований опис звільнення Червоною Армією країн Східної Європи від німецького націонал-соціалізму. Автор воював на фронті у лавах Червоної Армії з 1941 року. Високу оцінку творові, відзначеному двома Сталінськими преміями, дали тоді письменники Юрій Яновський, Павло Тичина, Олександр Фадєєв, Остап Вишня. Рекомендується читати на цю тему також мемуари [Архівовано 12 листопада 2012 у Wayback Machine.] російського фронтовика Миколи Нікуліна «Воспоминания о войне» [Архівовано 1 травня 2010 у Wayback Machine.], де описані зґвалтування радянськими солдатами європейських жінок та інші неподобства, які також були частиною тієї війни.
9. Гончар Олесь Терентійович «Людина і зброя» — у червні 1941 р. автор у складі студентського батальйону пішов добровольцем на фронт. Про долю цього батальйону письменник і написав у цьому романі, за який був нагороджений державною премією ім. Т. Шевченка.
10. Мушкетик Юрій Михайлович «Вогні серед ночі» та «Чорний хліб» — дилогія про війну. Герой дилогії — хлопчина-підліток, при створенні образу якого автор використав події з власного життя. У творі показано життя повоєнного польського села, яке складалося не лише з буднів, а й із перших мирних радощів.
11. Мушкетик Юрій Михайлович «Жорстоке милосердя» (1973) — роман про війну.
12. Гордасевич Галина Леонідівна «Ноїв ковчег» — повість письменниці з Донбасу про життя волинян за часів німецької окупації, діяльність УПА. НЕ ДРУКУВАЛАСЬ В СРСР. Цей твір поєднав майже документальну точність описуваних подій з високою художністю. Зображене життя української священицької родини за часів німецької окупації. Твір має чимало автобіографічних моментів, адже батько письменниці був православним священиком.
13. Добровольський Євстахій «Моя Рутенія» — разом з головним героєм «Лісовим» та його побратимами — вояками сотень «Громенка», «Ластівки», «Бурлаки», «Кричала» (які діяли на терені Перемиської округи у складі Перемиського куреня ТВ «Лемко» VI BO «Сян» в 1944—1946 рр.) — проходимо стежками повстанців з УПА, де на нас чатують безліч несподіванок, важких боїв та випробувань. Автор зачіпає непросту тему українсько-польсько-єврейсько-німецьких відносин.
14. Тютюнник Григорій Михайлович «Вир» — роман про те, як мешканців українського села Троянівка, людей з різним світоглядом і долею, в лиху годину Великої Вітчизняної війни об'єднало почуття патріотизму, відповідальності і любові до Батьківщини. Екранізація: «Вир» (фільм).
15. Корсак Іван Феодосійович «Вибух у пустелі» (2015) — це роман про знакову українську родину Кістяківських, яка славні діла по собі полишила на кількох континентах. Георгій Кістяківський, головний герой роману, бере участь у розробленні атомної бомби, аби протистояти фашизму німецькому чи російському, а ще як науковий радник Президента США долучається до підготовки перших астронавтів для польотів на Місяць, розвитку балістики і так само має мужність сказати «ні» тому, що противиться його совісті чи цивілізаційному поступу людства.
16. Корсак Іван Феодосійович «На розстанях долі» (2017) — роман про драматичні шляхи української інтелігенції, яку доля повела такими різними шляхами. Головні герої — Тарас Бульба-Боровець, Павло Шандрук, професори Федір Богатирчук, Борис Балінський.

### Після війни
1. Самчук Улас Олексійович «Чого не гоїть вогонь»  — БУВ ЗАБОРОНЕНИЙ У СРСР. Боротьба Української повстанської армії (УПА) за незалежність України проти радянської окупації на Волині.
2. Іваничук Роман Іванович «Вогненні стовпи» — про історію Української повстанської армії.
3. Кокотюха Андрій Анатолійович «Червоний» (2012). Червоний — це прізвище командира УПА на псевдо «Остап». Історія про його життя, записана з вуст міліціонера, кагебіста та радянського танкіста, який опиняється з повстанцем в одному таборі на Півночі.
4. Самчук Улас Олексійович «Темнота»  — БУВ ЗАБОРОНЕНИЙ У СРСР. Можна сказати — ода людині з внутрішнім «стрижнем», оспівування творчого генія, який будує. І, як контраст, — руйнівний геній московських більшовиків та їхніх посіпак, бездарна нікчемність та глупота, замішана на комуністичній релігії та густо приправлена репресіями.
5. Гончар Олесь Терентійович «Собор» — БУВ ЗАБОРОНЕНИЙ У СРСР. Ще в роки свого життя на Дніпропетровщині, Олесь Гончар жив на тій же самій вулиці, де був збудований без єдиного цвяха дерев'яний козацький собор, що руйнувався. Твір можна вважати романом-попередженням перед загрозливим наростанням тенденцій моральної деградації суспільства у середині шістдесятих років: пустодзвонство, кар'єризм, нехтування мораллю, забуття історії українського народу. Нищівна кампанія радянських критиків проти роману в Дніпропетровську стала своєрідним каталізатором дисидентського руху в регіоні.
6. Мушкетик Юрій Михайлович «Літній лебідь на зимовому березі» (1989) — повість, побудована на матеріалі з життя таборів для ув'язнених на Колимі. У повісті «Суд» (1990) відображено суспільні явища, характерні для СРСР часів сталінського та брежнєвського режимів.

## Незалежна Україна з 1991 року
1. Костенко Ліна Василівна «Записки українського самашедшого» (2010) — описується період президентства Леоніда Кучми та Помаранчева революція. Головний герой роману, 35-річний програміст за освітою, який проте займається обслуговуванням комп'ютерів. Це перший прозовий роман авторки. Практично зразу ж став українським бестселером.
2. Забужко Оксана Стефанівна «Музей Покинутих Секретів» — родинна сага трьох поколінь, події якої охоплюють період від 1940-х років до весни 2004-го.
3. Франків Любомир Васильович «Тінь чорної троянди» (1991), «Прірва» (1994), «Зіткнення» і «Фанфарон» — 2004 р. «Притон» −2008 р. «Розвіяний вітром» (литовською мовою) і «Юда потирає руки» 2009 р. «Слово Слов'янина» («Закляття») — 2009 р. «Золотий мільярд» 2011 р. «Із зали суду» — 2012 р.